# Lula Galvão
Lula Galvão (* 22. Oktober 1962 in Brasília als Luiz Guilherme Farias Galvão) ist ein brasilianischer Jazzgitarrist, der auch als Arrangeur und Komponist tätig war. Er arbeitete sowohl im Bereich der Música Popular Brasileira mit Caetano Veloso, Guinga, Rosa Passos oder Leila Pinheiro als auch im Jazzbereich.

## Leben
Galvão, der zunächst Geige lernte, begann seine Karriere als Begleiter von Rosa Passos, mit der er auch mehrere Alben einspielte. Auch trat er mit Ivan Lins in Nordamerika und Japan auf. Mit Guinga war er auf Tourneen in Nordamerika und Europa. Mit Passos spielte er auf dem Jazzfestival Bern. 1997 gründete Galvão mit Eduardo Neves, Xande Figueiredo, Roberto Marques, Rodrigo Lessa Edson Menezes und Marcos Esguleba den Pagode Jazz Sardinha's Club (das gleichnamige Album von 1999 wurde von der Kritik stark beachtet). Im Cello Samba Trio von Jaques Morelenbaum tourte er durch Europa; mit Claudio Roditi, Maurício Einhorn und Raul de Souza trat er bei Jazz in Marciac auf. 2012 holte ihn Kenny Barron zu seinem Album The Brazilian Knights (Sunnyside). Er nahm auch mit Henri Salvador, Kenny Rankin, Leila Pinheiro, Chico Buarque, Chano Domínguez, Frank Gambale, Dorival Caymmi und Wagner Tiso auf.
In der Zeitschrift Guitar Player wurde Galvão  als einer der zehn besten brasilianischen Gitarristen benannt. Er gab Workshops in Brasilien, aber auch in Australien, Japan und Italien.

## Diskographie
- Guinga / Lula Galvão / Paulo Sérgio Santos / Ana Luiza Ao Vivo (2002)
- Rosa Passos & Ron Carter Entre Amigos (2005)
- Bossa da Minha Terra (2009)[5]